# Artsjar
Artsjar, Archar of Arčar (Bulgaars: Арчар) is een dorp in het noordwesten van Bulgarije. Het is gelegen in de gemeente Dimovo, oblast Vidin. Het dorp ligt 21 km ten zuiden van Vidin en 178 kilometer ten noordwesten van Sofia.

## Geschiedenis
Het dorp werd in de 2e eeuw opgericht als Ratiaria en was onderdeel van de Romeinse provincie Moesië. Ratiaria was een belangrijke verbindingsplaats naar de Adriatische Zee via Niš. Tijdens het bewind van keizer Aurelianus werd Ratiaria de hoofdstad van de kustprovincie Dacië. 
Na de val van het communisme, werd een groot deel van de bevolking werkloos. De inwoners plunderden jarenlang iconen van het materieel cultureel erfgoed van het dorp, de Romeinse stad Ratiaria, om later door verkopen op de zwarte markt.

## Bevolking
Tijdens de achttiende volkstelling van Bulgarije, op 7 september 2021, telde het dorp Artsjar 1.995 inwoners. Het aantal inwoners vertoont al decennialang een dalende trend. De bevolkingskrimp is het gevolg van de voortdurende plattelandsvlucht naar steden en de daarmee samenhangende achteruitgang van de verouderde industrie, waardoor jongeren weinig toekomstperspectieven in het dorp hebben.  
|  |

De etnische Bulgaren (79,3%) zijn de grootste bevolkingsgroep, gevolgd door een significante Roma-minderheid (19,5%). 

### Leeftijdsverdeling
In 2011 werden er 455 inwoners tussen de 0-14 jaar geteld (19,2%), gevolgd door 1.468 personen tussen de 15-64 jaar (61,9%) en 447 inwoners van 65 jaar of ouder (18,9%). Hiermee heeft Artsjar een relatief gunstige leeftijdsopbouw vergeleken met naburige plaatsen in de regio. De aanwezigheid van de Roma is de belangrijkste reden voor de 'gunstigere' leeftijdssamenstelling. 
| Leeftijd | Totaal | 0 – 4 | 5 – 9 | 10 – 14 | 15 – 19 | 20 – 24 | 25 – 29 | 30 – 34 | 35 – 39 | 40 – 44 | 45 – 49 | 50 – 54 | 55 – 59 | 60 – 64 | 65 – 69 | 70 – 74 | 75 – 79 | 80 – 84 | 85+ |
| -------- | ------ | ----- | ----- | ------- | ------- | ------- | ------- | ------- | ------- | ------- | ------- | ------- | ------- | ------- | ------- | ------- | ------- | ------- | --- |
| 2011     | 2370   | 171   | 167   | 117     | 155     | 177     | 128     | 142     | 131     | 159     | 134     | 136     | 140     | 166     | 140     | 106     | 95      | 69      | 37  |
| 2021     | 1995   | 122   | 112   | 163     | 143     | 88      | 90      | 132     | 127     | 110     | 120     | 152     | 125     | 126     | 115     | 115     | 89      | 39      | 27  |

In 2021 was het aantal kinderen (0-14 jaar) gedaald naar 397 personen, terwijl het percentage kinderen met 0,7 procentpunten steeg naar 19,9% van de bevolking. Het aantal ouderen (65-plussers) daalde naar 385 personen, oftewel 19,3% van de totale bevolking (+0,4 procentpunten). Ongeveer 60,8% van de bevolking was tussen de 15-64 jaar oud (1.213 personen).

## Afbeeldingen

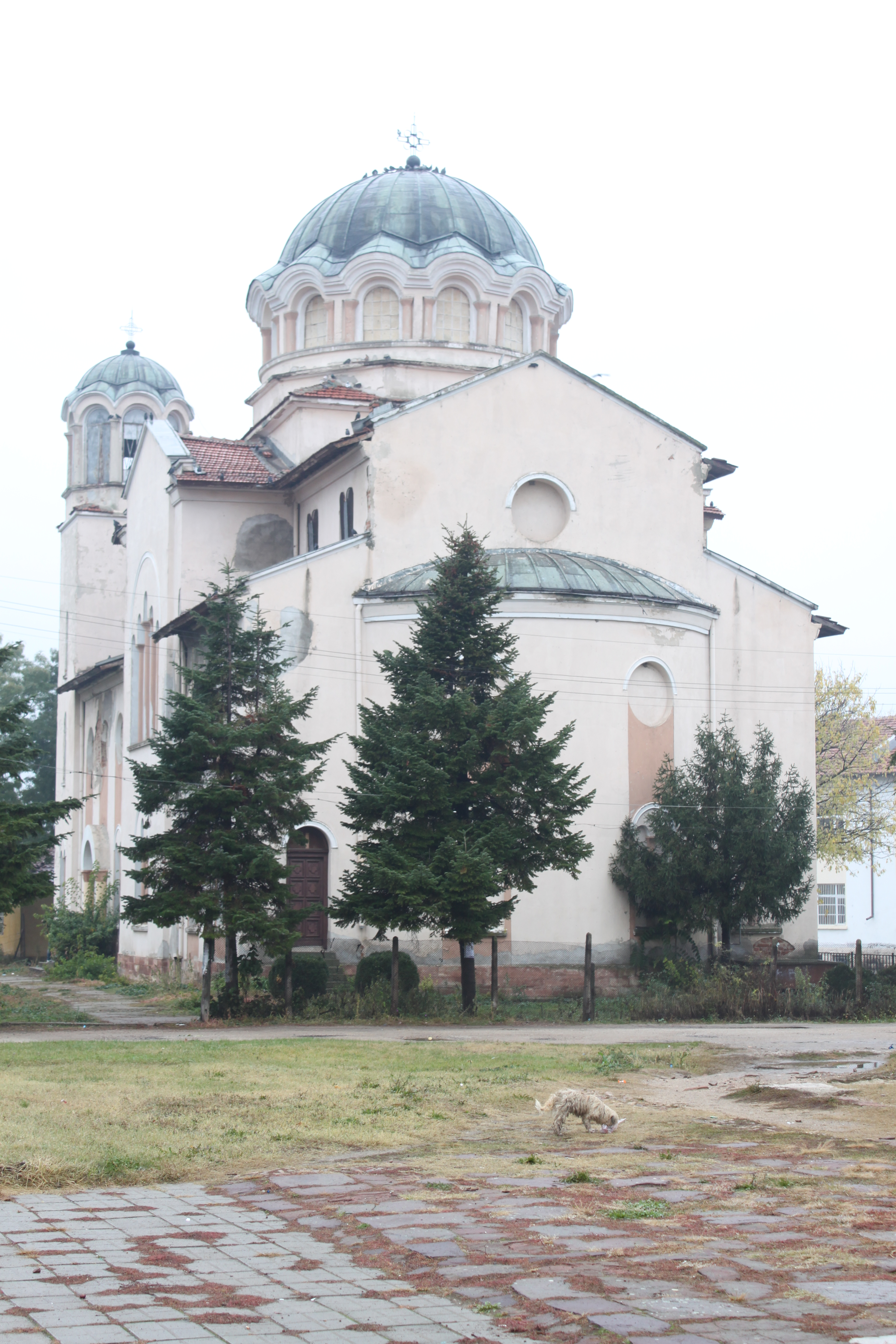
De kerk
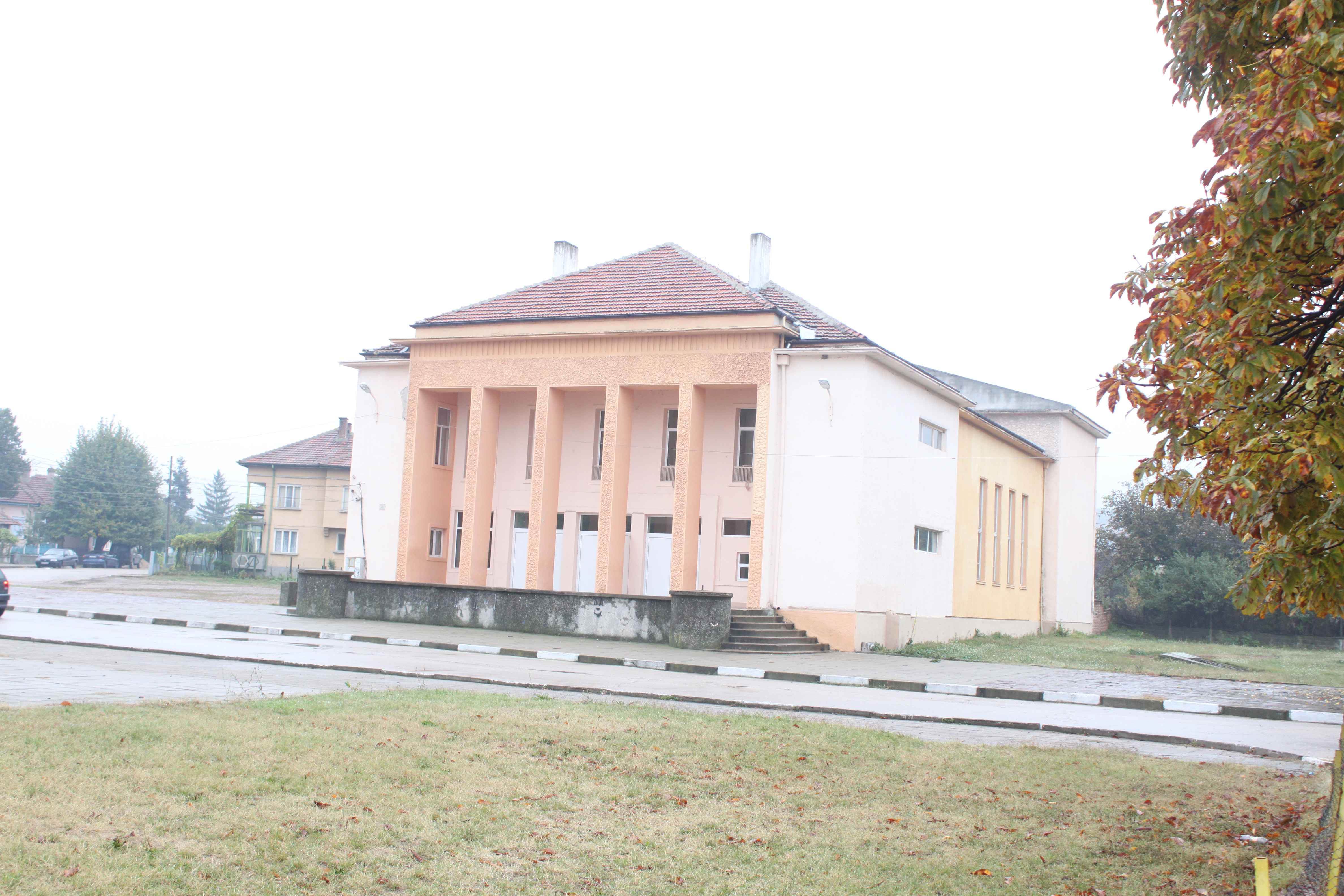
Het gemeenschapscentrum
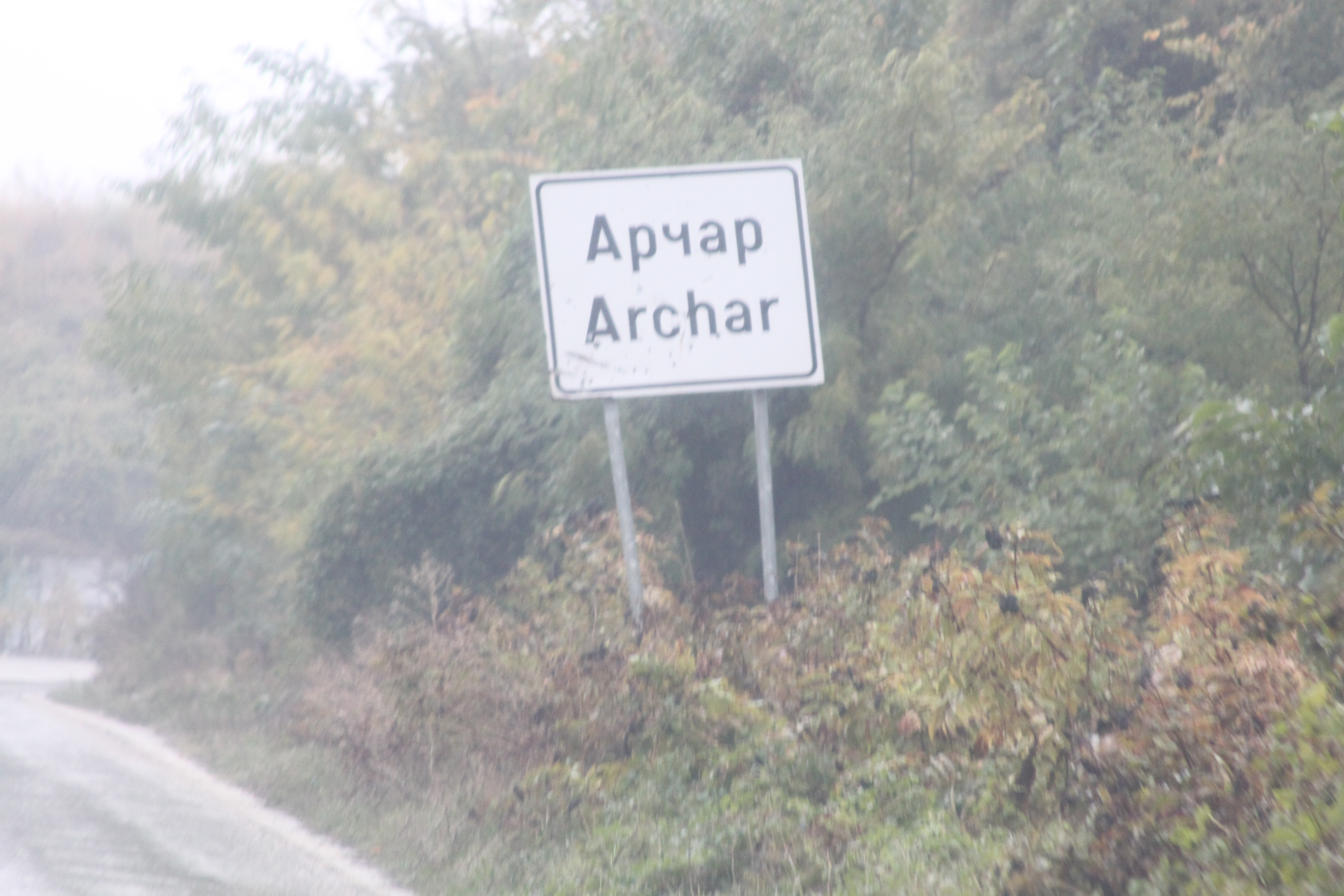
Plaatsnaambord